# Margaret Wambui
Margaret Wambui (Nyeri, Kenia; 15 de septiembre de 1995) es una atleta keniana, especializada en la prueba de 800 m en la que llegó a ser medallista de bronce olímpica en 2016.
Nacida en las Tierras Altas Centrales de Kenia y criada por una madre soltera, Wambui comenzó a correr en la escuela secundaria.

## Carrera deportiva
Ganó el oro en los 800 m en el Campeonato Mundial Juvenil de 2014 antes de conseguir una medalla de bronce en el Campeonato Mundial en Pista Cubierta de 2016.
En los JJ. OO. de Río 2016 ganó la medalla de bronce en los 800 metros, corriéndolos en un tiempo de 1:56.89 segundos, tras la sudafricana Caster Semenya (oro con 1:55.18 que fue récord nacional) y la burundesa Francine Niyonsaba (plata).
Que me dijeran que tenía que someterme a un tratamiento antes de participar en competiciones me rompió el corazón y me afectó tanto física como mentalmente. Margaret Wambui (2024). 
El proyecto de ley [de Kenia]... es oportuno y protegerá a muchos atletas intersexuales de todas las actividades deportivas contra el tipo de discriminación que sufrió algunos de nosotros. Margaret Wambui.
Wambui no se considera intersexual pero prefiere decir que tiene niveles de testosterona más altos de lo normal.

La atleta Wambui fue excluida de los Juegos después de que se introdujeran nuevas reglas que restringieran a competir a los atletas intersexuales cuyos niveles de testosterona excedieran un cierto límite. En 2019 las mujeres con niveles de testosterona superiores a
5  nanomoles por litro (nmol/L) competir en eventos de más de 400 metros y menos de 1 km, a menos que tomaran medicamentos supresores de testosterona.
Sería bueno que se introdujera una tercera categoría para atletas con altos niveles de testosterona, porque está mal impedir que la gente utilice su talento. Margaret Wambui (2021).